# Колмаков, Леонид Семёнович
Леонид Семёнович Колмаков — командир отделения станковых пулемётов  44-го гвардейского стрелкового полка (15-я гвардейская стрелковая дивизия, 5-я гвардейская армия, 1-й Украинский фронт), гвардии старший сержант.

## Биография
Леонид Семёнович Колмаков родился в крестьянской семье в селе Зимино Чистюньского района Барнаульского уезда Алтайской губернии (в настоящее время Топчихинский район Алтайского края).
В январе 1943 года Топчихинским райвоенкоматом был призван в ряды Красной армии. Тогда же на фронтах Великой Отечественной войны.
Приказом по 44-му гвардейскому полку от 30 ноября 1944 года за образцовое выполнение приказов командования, мужество и героизм в борьбе немецко-фашистскими захватчиками сержант Колмаков был награждён медалью «За отвагу».
25 апреля 1944 года на плацдарме на левом берегу реки Днестр возле города Дубоссары пулемётчик 1-й роты 44-го гвардейского пока гвардии младший сержант Колмаков остановил части противника, контратаковавшие части Красной армии и уничтожил около 30 солдат и офицеров противника. Был представлен к ордену Красной Звезды, приказом по 15-й стрелковой дивизии от 15 мая 1944 года он был награждён орденом Славы 3-й степени.
В бою в городе Жарки 17 января 1945 года гвардии старший сержант Колмаков огнём пулемёта остановил контратаку противника, уничтожив 11 солдат и офицеров. Когда противник в панике начал отступать, по собственной инициативе организовал преследование и захватил одну пушку, батарею миномётов из трёх установок и повозку с боеприпасами. Приказом по 5-й гвардейской армии он был награждён орденом Славы 2-й степени.
При ликвидации группировки противника в предместье города Бреслау (в настоящее время Вроцлав командир отделения 1-й пулемётной роты старший сержант Колмаков 18 февраля 1945 года сразил около 20 солдат и офицеров противника, чем способствовал успешным действиям стрелковой роты.
Указом Президиума Верховного Совета СССР от 27 июня 1945 года он был награждён орденом Славы 1-й степени.
19 апреля 1945 года в районе населённого пункта Мюльрозе командир отделения старший сержант Колмаков попал под ожесточённую контратаку противника. Он лично вёл огонь из пулемёта и рассеял группу солдат противника, пытавшуюся зайти с фланга, и уничтожил 30 солдат. Другую группу в 15 солдат, пытавшуюся атаковать его позицию, он уничтожил позднее. Приказом по 5-й гвардейской армии от 25 сентября 1945 года он был награждён орденом Отечественной войны 1-й степени.
Старший сержант Колмаков был демобилизован в марте 1950 года. Вернулся на родину, жил в Барнауле. Работал столяром в объединении «Алтайрыба».
6 апреля 1985 года в ознаменовании 40-летия Победы он был награждён орденом Отечественной войны 1-й степени.
Скончался Леонид Семёнович Колмаков 13 июня 1993 года.